# Fantasie- und Rollenspiel-Konvent
Der Fantasie- und Rollenspiel-Konvent (kurz: FaRK) ist eine nicht-kommerzielle Veranstaltung mit karitativem Zweck im Saarland mit einem breit gefächerten Spektrum an Themen, die von Cosplay, Rollenspielen bis hin zu Science-Fiction reichen. Wegen der Bezeichnung als die Convention oder als die Messe wird die Kurzform häufig als die FaRK bezeichnet. Basierend auf der Besucherzahl galt die FaRK als größte Veranstaltung ihrer Art in Deutschland und zog Besucher aus ganz Europa an.

## Geschichte
Die erste Veranstaltung fand 2013 in der Mehrzweckhalle „Illipse“ in Illingen statt. Die Veranstaltung sollte als ausgleichender Gegenpol zum zweijährlich stattfindenden Mittelaltermarkt ebenfalls alle zwei Jahre stattfinden. Aufgrund des starken Zuspruchs der Teilnehmer schloss einer der Mitarbeiter mit dem Veranstalter Benjamin Kiehn eine Wette ab, dass die FaRK jedes Jahr stattfinden würde, falls innerhalb einer Woche auf einer Facebook-Gruppe mehr als 1.000 Stimmen dafür sprechen würden. Da dieses Ziel erreicht wurde, beschloss der Veranstalter, für 2014 eine weitere Messe zu planen.
Wegen des großen Interesses wurde für die Veranstaltung 2014 das Gelände der ehemaligen Kohlengrube Reden im Schiffweilerer Ortsteil Landsweiler-Reden ausgewählt. Da keine Eintrittskarten ausgegeben und gezählt wurden, ist die genaue Besucherzahl nicht exakt feststellbar. Laut Polizeiangaben gab es während der FaRK 2014 über 20.000 Besucher. Der Gesamtbetrag der Spenden betrug 22.070,91 Euro.
Aufgrund des organisatorischen Aufwands, der nach wie vor von Ehrenamtlichen in ihrer Freizeit geleistet wird, wurde 2015 beschlossen, die Veranstaltung nur noch im zweijährigen Turnus stattfinden zu lassen. Die Messe wurde um einen Tag verlängert und findet seit 2014 am letzten August-Wochenende statt. Von Jahr zu Jahr wurden die Attraktionen und Angebote ergänzt und die genutzte Fläche vergrößert, wodurch sowohl die Besucherzahlen als auch die Spendensummen gestiegen sind. 2019 lagen die Besucherzahlen bei ca. 55.000 und die Spendensumme bei 107.579 Euro.
Wegen der Corona-Pandemie fand die FaRK 2021 unter strengen Infektionsschutz-Auflagen als reine Konzert-Veranstaltung statt. Teilnehmer waren diverse lokale Musikgruppen, aber auch bekanntere wie Corvus Corax und Grave Digger.
2022 fand die Veranstaltung am Stausee Losheim statt. Als Gründe für den Umzug wurden mehr Fläche und eine bessere Infrastruktur wie Toiletten und Parpklätze genannt. Es wurde zum ersten Mal Eintritt verlangt. Rund 30.000 Besucher erspielten einen Spendenbetrag in Höhe von 82.789 Euro.
Im Januar 2023 gab der Veranstalter das Ende der Veranstaltungsreihe bekannt. Als Gründe wurden einerseits Probleme bei der Suche nach einem geeigneten Veranstaltungsort, andererseits die schwierige Finanzierung genannt.
Trotz der Absage der Veranstaltungsreihe gab es 2024 kleinere Varianten als Ableger der Veranstaltung mit dem Titel „FaRK Nerd Market“, „FaRK Otaku Party“ (mit Schwerpunkt auf asiatischer Kultur), und „FaRK Cosplayball“.
Ende 2024 kündigte der Veranstalter an, dass es im Jahr 2025 in Landsweiler-Reden wieder eine FaRK geben wird.

## Besonderheiten und Programm

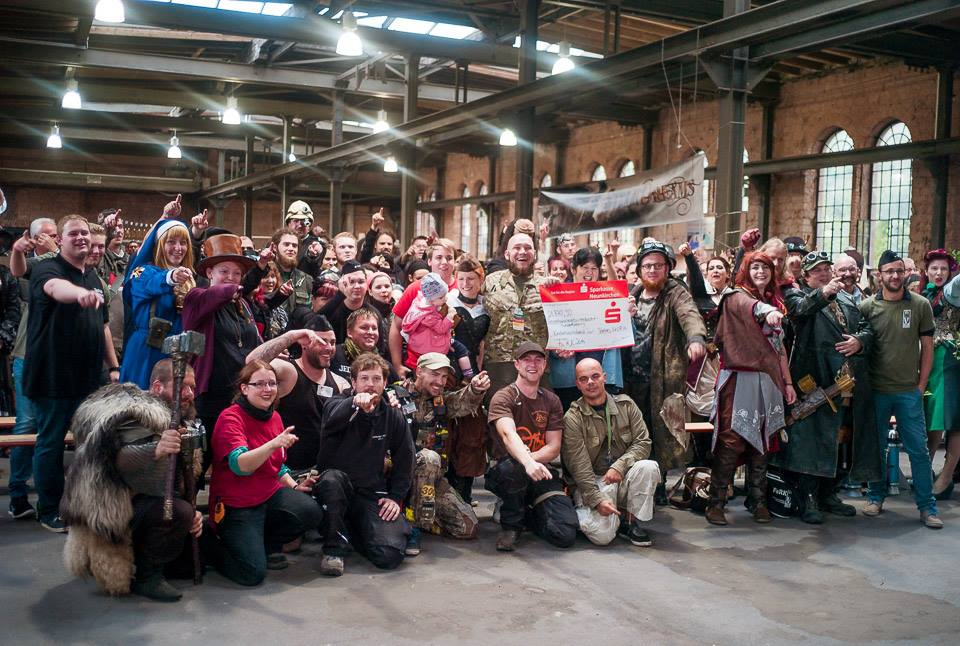
Ankündigung der Spendensumme 2014

Die FaRK ist eine Veranstaltung, deren Hauptziel es ist, Spenden für gemeinnützige Zwecke zu sammeln. Die Besonderheit bestand vor allem darin, dass viele der Vortragenden und auch sämtliche Mitarbeiter ehrenamtlich tätig waren. Der Eintritt zur Veranstaltung war in den ersten Jahren frei und es war den Besuchern freigestellt, eine Spende zu tätigen. Nur 2022 wurde Eintritt verlangt.
Die Themen der Ausstellung und der Besucher beinhalteten sämtliche Bereiche, die Verkleidungen und Rollenspiele berühren. Hierzu zählten Endzeit- und Science Fiction Serien wie Alien, Star Trek, Star Wars, Stargate, sowie Fantasy-Serien wie Harry Potter, Der Herr der Ringe, Game of Thrones sowie weitere Serien, Kinofilme und Computerspiele, Steampunk oder japanische Mangas und Animes. Unter den Händlern sind sowohl Merchandisestände vertreten als auch Verkäufer für Kostümzubehör. Für Aussteller und das Publikum gab es kostenlose Spielflächen. Ferner fanden Bühnenprogramme, Workshops und Lesungen statt.
Viele Besucher treten kostümiert als Figuren aus den oben genannten Genres auf und nutzen die Umgebung zur Selbstdarstellung und Präsentation sowie zum Austausch von Ideen.
Die FaRK 2019 wurde durch den damaligen Ministerpräsidenten des Saarlandes Tobias Hans eröffnet.

## Gastredner
Neben den Ausstellern und Vereinen traten diverse Autoren und Genre-Experten auf, unter anderem Tommy Krappweis, Autor Markus Heitz, Kriminalbiologe Mark Benecke, Star-Trek-Experte Hubert Zitt und Klingonisch-Lehrer Lieven Litaer.

## Messestatistik
| Jahr | Zeitraum              | Besucher                  | Spendensumme | Ort               |
| ---- | --------------------- | ------------------------- | ------------ | ----------------- |
| 2013 | 12. bis 14. April     | 6.000                     | 10.000,00 €  | Illingen          |
| 2014 | 30. bis 31. August    | 20.000                    | 22.070,91 €  | Landsweiler-Reden |
| 2015 | 28. bis 30. August    | 30.000                    | 38.615,06 €  | Landsweiler-Reden |
| 2017 | 25. bis 27. August    | 42.000                    | 54.816,00 €  | Landsweiler-Reden |
| 2019 | 23. bis 25. August    | 55.000                    | 107.579,00 € | Landsweiler-Reden |
| 2021 | 27. bis 29. August    | limitiert auf 980 täglich | [unbekannt]  | Landsweiler-Reden |
| 2022 | 09. bis 11. September | 30.000                    | 95.000,00 €  | Losheim           |

FaRK 2019 – Teilnehmerin als Mangafigur
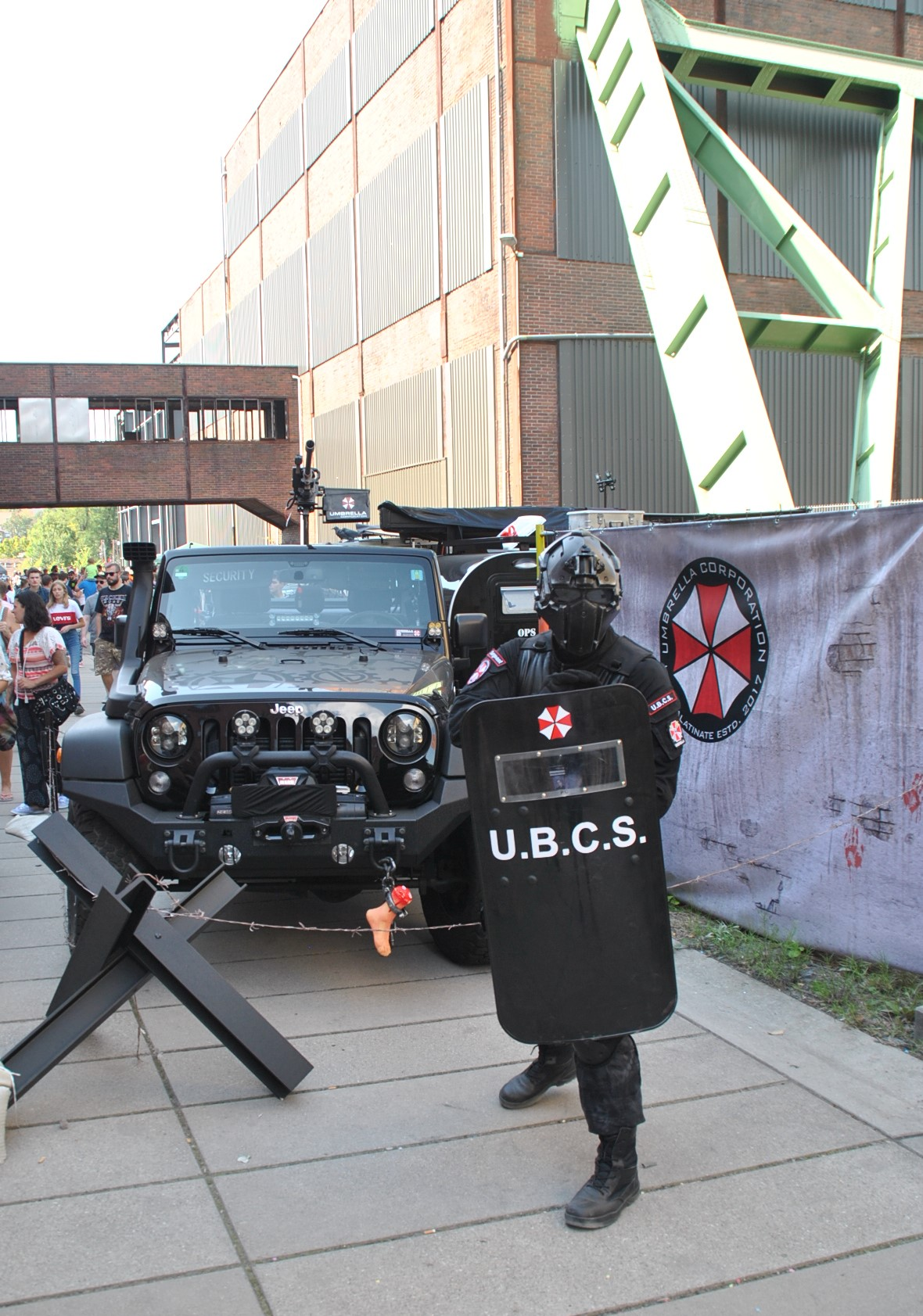
FaRK 2019 – Teilnehmer in der Uniform der fiktiven Umbrella Corporation aus der Resident-Evil-Reihe
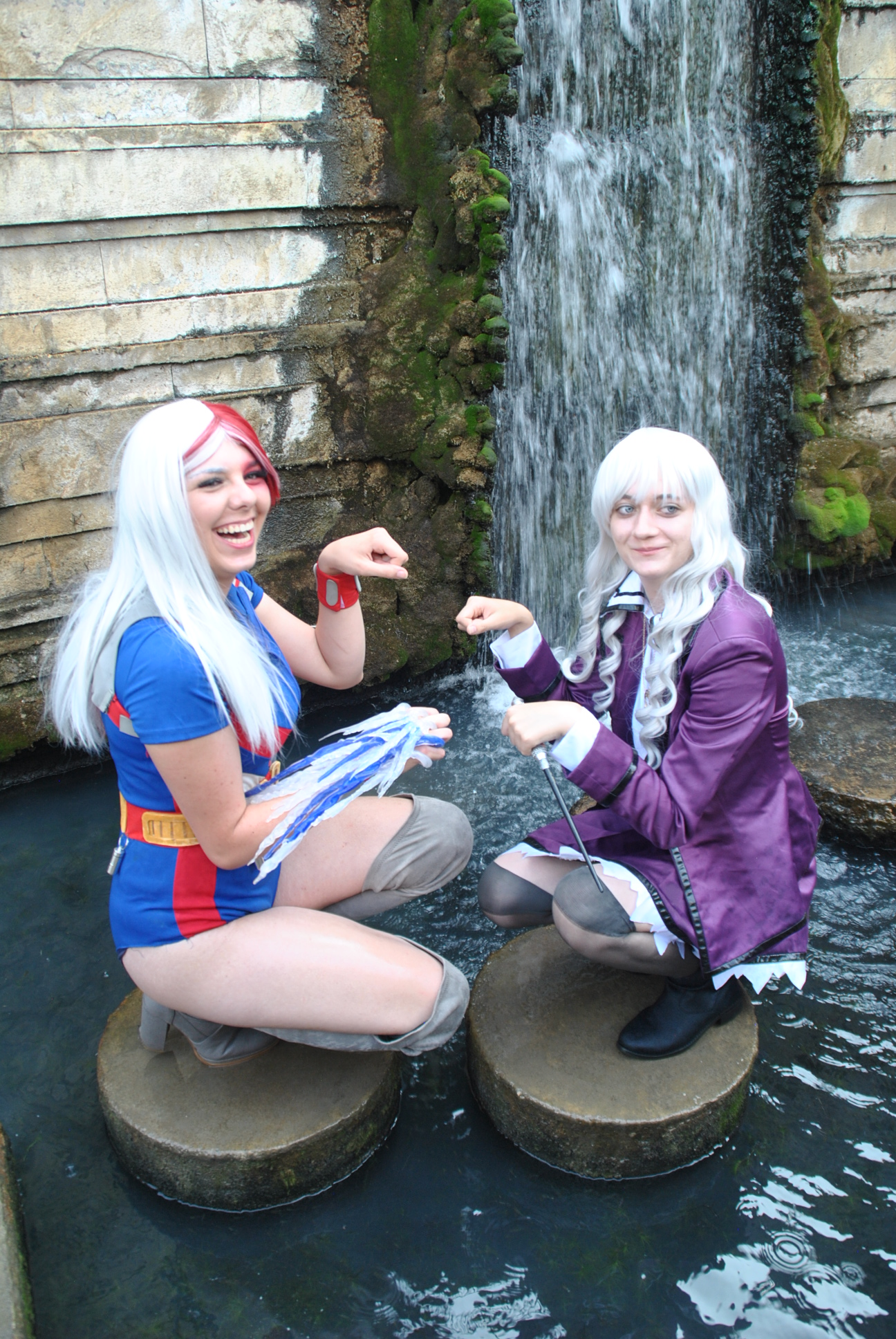
FaRK 2019 – Teilnehmerinnen als Mangafiguren
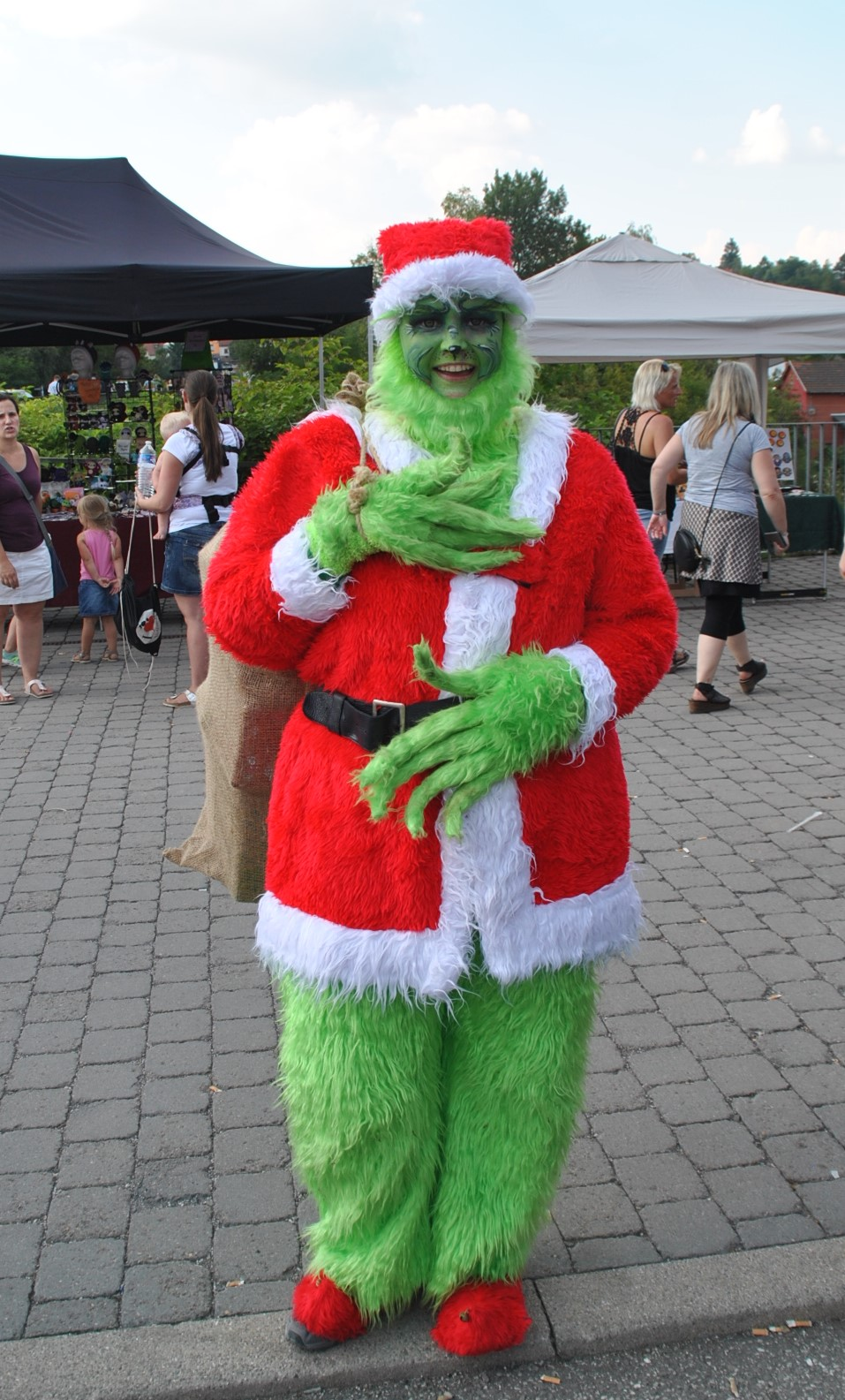
FaRK 2019 – Teilnehmerin als Grinch
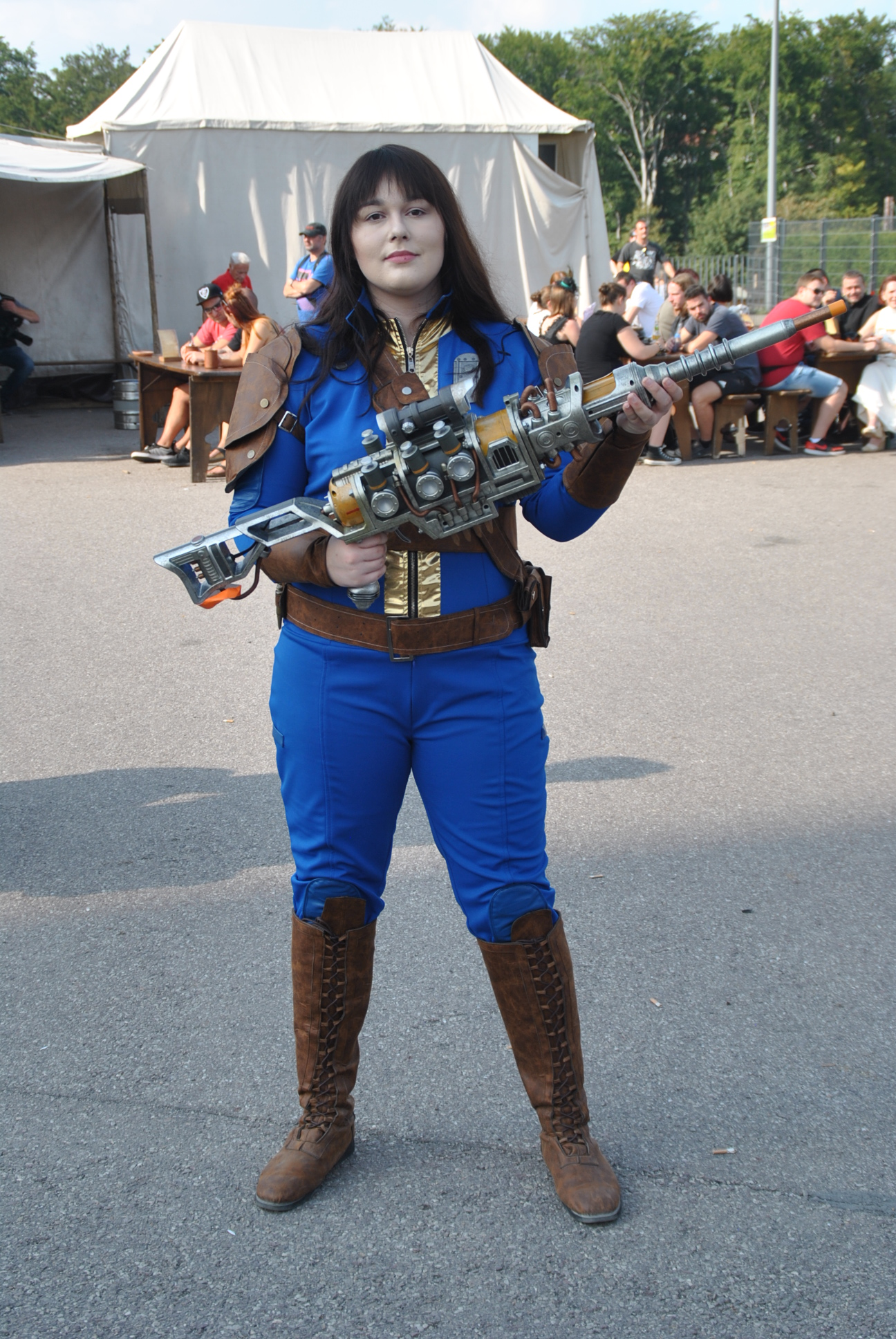
FaRK 2019 – Teilnehmerin im Fallout 76 Cosplay